# Pokojišče
Pokojišče – wieś w Słowenii, w gminie Vrhnika. W 2018 roku liczyła 44 mieszkańców.